# Giovanni De Sanctis
| Odkryte planetoidy: 42  | Odkryte planetoidy: 42 |
| ----------------------- | ---------------------- |
| (2461) Clavel           | 5 marca 1981           |
| (2765) Dinant           | 4 marca 1981           |
| (2788) Andenne          | 1 marca 1981           |
| (2958) Arpetito         | 28 lutego 1981         |
| (3016) Meuse            | 1 marca 1981           |
| (3121) Tamines          | 2 marca 1981           |
| (3235) Melchior         | 6 marca 1981           |
| (3268) De Sanctis       | 26 lutego 1981         |
| (3308) Ferreri          | 1 marca 1981           |
| (3610) Decampos         | 5 marca 1981           |
| (3740) Menge            | 1 marca 1981           |
| (4192) Breysacher       | 28 lutego 1981         |
| (4931) Tomsk            | 11 lutego 1983         |
| (4993) Cossard          | 11 kwietnia 1983       |
| (5248) Scardia          | 6 kwietnia 1983        |
| (5365) Fievez           | 7 marca 1981           |
| (5388) Mottola          | 5 marca 1981           |
| (6168) Isnello          | 5 marca 1981           |
| (6364) Casarini         | 2 marca 1981           |
| (6509) Giovannipratesi  | 12 lutego 1983         |
| (7156) Flaviofusipecci  | 4 marca 1981           |
| (7233) Majella          | 7 marca 1986           |
| (7515) Marrucino        | 5 marca 1986           |
| (7810) 1981 DE          | 26 lutego 1981         |
| (7916) Gigiproietti     | 1 marca 1981           |
| (7922) Violalaurenti    | 12 lutego 1983         |
| (8453) Flaviataldini    | 1 marca 1981           |
| (8454) Micheleferrero   | 5 marca 1981           |
| (8619) 1981 EH1         | 6 marca 1981           |
| (9278) 1981 EM1         | 7 marca 1981           |
| (9523) Torino           | 5 marca 1981           |
| (9722) Levi-Montalcini  | 4 marca 1981           |
| (11479) 1986 EP5        | 6 marca 1986           |
| (12987) Racalmuto       | 5 marca 1981           |
| (16368) Città di Alba   | 28 lutego 1981         |
| (16372) Demichele       | 7 marca 1981           |
| (17357) Lucataliano     | 23 sierpnia 1978       |
| (17403) Masciarelli     | 6 marca 1986           |
| (26800) Gualtierotrucco | 6 marca 1981           |
| (30768) 1983 YK         | 29 grudnia 1983        |
| (52242) Michelemaoret   | 3 marca 1981           |
| (69245) Persiceto       | 1 marca 1981           |
| 1. 2. 3.                |                        |

Giovanni de Sanctis (ur. 1949) – włoski astronom pracujący w Turyńskim Obserwatorium Astronomicznym w Pino Torinese. Odkrył 42 planetoidy (4 samodzielnie oraz 38 wspólnie z innymi astronomami). Henri Debehogne nazwał jego nazwiskiem jedną ze wspólnie przez nich odkrytych planetoid – (3268) De Sanctis.